# Rubus wimmerianus
Rubus wimmerianus — вид квіткових рослин родини трояндових (Rosaceae).

## Поширення
Поширення: пд. Польща, пн.-сх. Австрія, Чехія, Словаччина, пн. Угорщина, зх. Україна.
В Україні наводиться для Закарпатської області, рівнинних західних регіонів (окол. м. Львів) та Житомирського Полісся.